# Nachthokko
De nachthokko (Nothocrax urumutum) is een vogel uit de familie sjakohoenders en hokko's (Cracidae). De wetenschappelijke naam van de soort is voor het eerst geldig gepubliceerd in 1825 door Spix.

## Voorkomen
De soort komt voor in het westen van het Amazoneregenwoud.

## Beschermingsstatus
Op de Rode Lijst van de IUCN heeft de soort de status veilig.